# العالیه (تونس)
العالیه (به عربی: العالیة) یک منطقهٔ مسکونی در تونس است که در استان بنزرت واقع شده‌است. العالیه ۱۸٬۴۱۰ نفر جمعیت دارد.